# Mengkulang
Mengkulang is een houtsoort afkomstig van verschillende Heritiera-soorten (familie Sterculiaceae) die in Zuidoost-Azië voorkomen. Afhankelijk van de afkomst krijgt het hout soms andere benamingen zoals Palapi (uit Indonesië). Hout van Heritiera-soorten uit Afrika wordt Niangon genoemd. 
Het hout is rechtdradig tot kruisdradig, met bruin tot bruinrood kernhout en licht bruinrood tot geelachtig spinthout. Het hout wordt gebruikt voor meubels en parket. 